# Tahe
Tahe är ett härad som lyder under prefekturen Daxing'anling i Heilongjiang-provinsen i nordöstra Kina. Det ligger omkring 770 kilometer norr om provinshuvudstaden Harbin. 